# Lygothericles niger
Lygothericles niger är en insektsart som beskrevs av Marius Descamps 1977. Lygothericles niger ingår i släktet Lygothericles och familjen Thericleidae. Inga underarter finns listade i Catalogue of Life.